# Gastronomía tártara crimea
Gastronomía tártara crimea — esta es la cocina de los tártaros de Crimea, que viven en la península de Crimea.
La cocina tártara de Crimea es una parte integral del patrimonio culinario ucraniano. Hoy en día, la cocina tártara de Crimea es un componente de la cocina ucraniana y sus platos son comunes entre el pueblo indígena de Ucrania, los tártaros de Crimea.

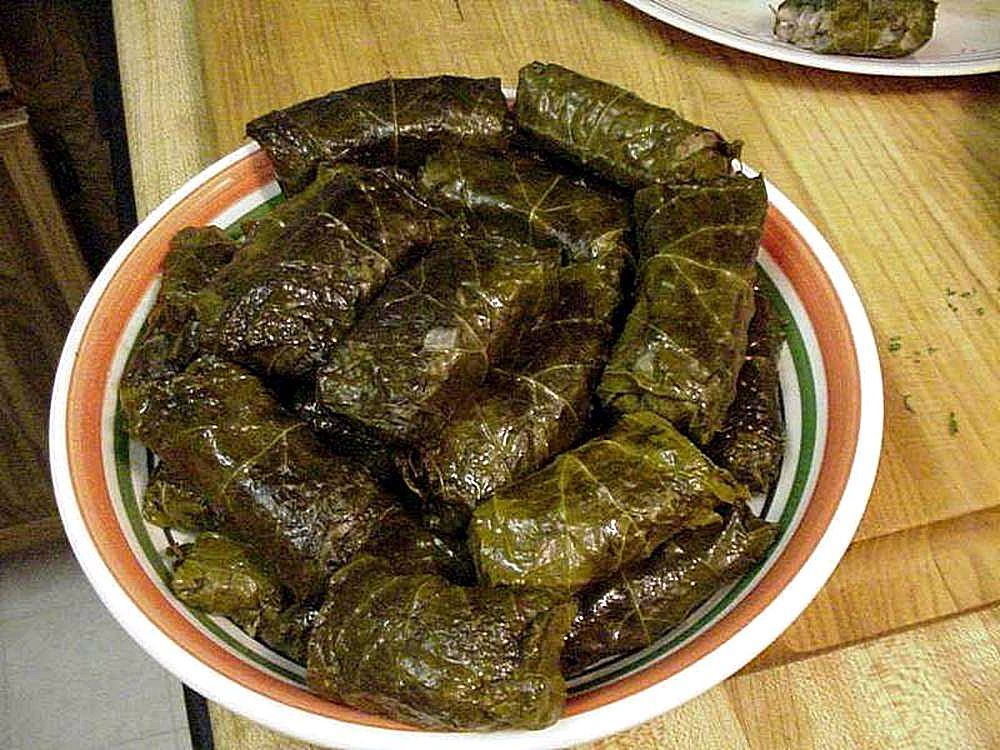
Sarma

La comida tradicional de los tártaros de Crimea es diversa, marcada por la influencia de las culturas griega, italiana, turca, rusa, ucraniana y otras.

## Historia
La cocina de Crimea se formó bajo la influencia de dos culturas: la esteparia y la mediterránea. Por lo tanto, las cocinas de los subgrupos étnicos nogai (estepa) y de la Costa Sur difieren significativamente. En la mesa de los sureños se suelen encontrar verduras, frutas y pescado, mientras que a los habitantes de las estepas les gusta consumir carne y productos lácteos en cualquier forma. A pesar de todo esto, en cada mesa hay un lugar para los platos nacionales.
Desde la antigüedad, los tártaros de Crimea han vivido en las estepas, las montañas y en la costa del Mar Negro. La base de sus platos era la carne: carne de caballo, de ternera, de cordero.

## Platos principales

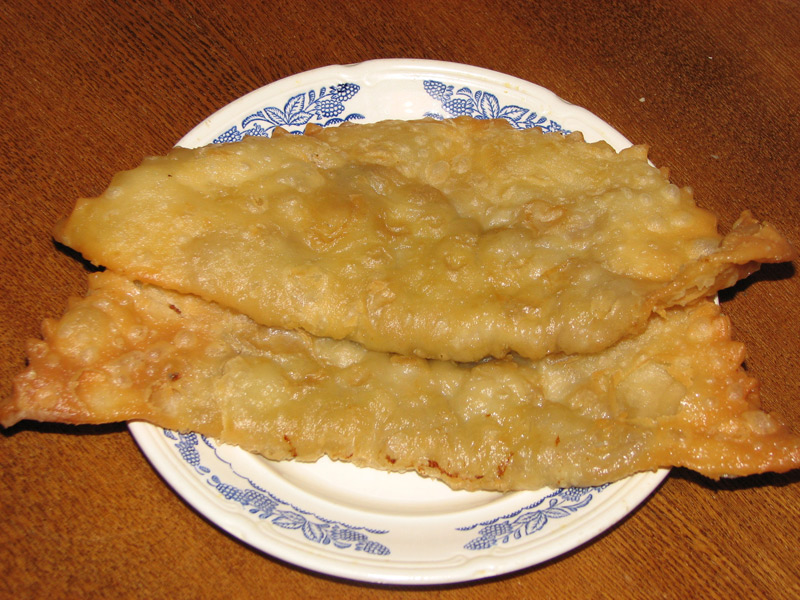
Burek

Ninguna cena (normal o festiva) está completa sin pan. El pan es un alimento sagrado. 

### Festivo
Köbete, es un pastel jugoso con cordero, patatas y cebollas. Para el kubetye se puede preparar un caldo al que se le añade el relleno y el propio pastel se puede utilizar como pan.
Chee-börek, es un pastel grande con forma de media luna rellenos de carne, fritos en aceite hirviendo. El nombre "Çibörek" se traduce como "pastel chisporroteante".
Imam bayıldı son berenjenas rellenas de verduras variadas: pimientos, tomates, cebollas, ajo, perejil y pasas. El nombre de este plato se traduce del turco como "el imán se desmayó". Según la leyenda, un imán (sacerdote musulmán), al oler el aroma del imam-baildah, se desmayó de placer.

### Platos cotidianos
- Yantik, un chee-börek a la parrilla en lugar de frito.
- Kebab es un pincho elaborado con carne de cordero, caballo o pavo.
- Yazma — 1) sopa fría a base de khatikha, pepino y hierbas.
- Sarma son pequeños rollitos de col rellenos y envueltos en hojas tiernas de parra. Para preparar sarma en invierno, las hojas se cosechan en primavera. El nombre del plato “sarmá”, “sarmá” viene de sarmak, sarmaq, que significa “envolver”.
- Burma es un plato elaborado a partir de masa enrollada con carne picada. Se puede hornear en el horno o al vapor. Los habitantes de la costa sur de Crimea también preparan una versión dulce con calabaza y nueces.

## Dulces
Khurabie, la variedad de productos de harina en una mesa tradicional es fascinante. Lo más parecido a la cocina tártara de Crimea son los productos elaborados con masa madre (levadura). La cocina tártara de Crimea es muy rica en productos elaborados con masa mantecosa y dulce: katlama, kosh-tili, que se sirven con té.

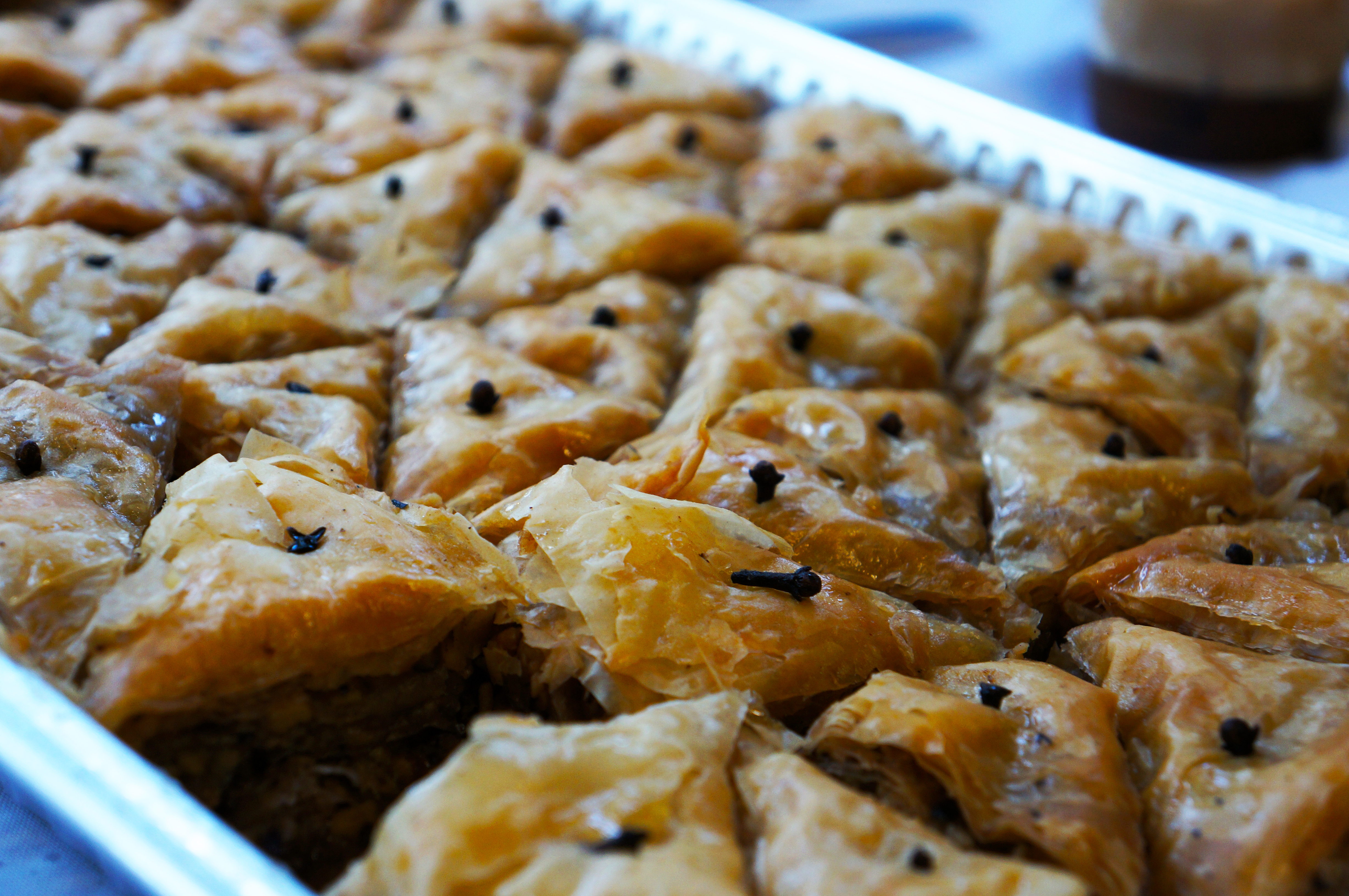
Baklava

Baklava es una galleta dulce con forma de diamante hecha de masa de varias capas con miel y nueces.
Mermelada de rosas

## Tradiciones, costumbres, etiqueta
Incluso en el Kanato de Crimea se respetaban estrictamente las tradiciones nacionales que se habían formado a lo largo de siglos. Se prestó especial atención a la cultura y a la etiqueta alimentaria. Este fue un componente importante en la educación de la generación más joven. La actitud hacia la comida nunca fue consumista, la comida era tratada con respeto. Estaba prohibido tirarlo al suelo o hablar despectivamente de la comida.
Desde la infancia, se inculca la tradición de colocar el pan que cae accidentalmente al suelo en la frente y besarlo como forma de disculpa a Alá. Cualquier alimento, incluso un trozo muy pequeño, era considerado gracia de Dios. Se consideraba una falta de tacto que un invitado rechazara un obsequio; Había que aceptarlos con gratitud y comer al menos una pequeña porción, de lo contrario podría considerarse una falta de respeto al anfitrión. 
También era impensable y vergonzoso que el anfitrión no atendiera al invitado. En la corte del Khan, a cada invitado se le servían no menos de 12 platos, cada uno de los cuales debía probar. Los nobles comían pan, mientras que la gente común comía mijo machacado diluido con leche. Bebían leche y suero de yegua. A los invitados se les sirvió potro, que se consideraba un manjar en el siglo XVII.